# 戈和米約
戈和米約（法語：Gault et Millau，法語發音：[ɡo e mijo]）是由兩位法國記者兼美食評論家：昂里·戈（法語：Henri Gault）、克里斯蒂安·米約（法語：Christian Millau），於1972年創立的美食指南，和米其林指南一樣，戈和米約指南，他們對於餐廳的評論，會帶來實質的商業影響力，自1996年起，知名美食評論家馬克·埃斯凱雷（法語：Marc Esquerré）擔任主編迄今。

## 歷史沿革
1969年昂里·戈和克里斯蒂安·米約創立聯名商業品牌GaultMillau，剛推出是以雜誌月刊的形式發行，從1972年之後轉成年度的美食指南。1970年代的媒體業，並沒有非常接納這本美食指南，一般咸認為他們對於美食的評論不夠專業，事實上多位美食評論家如：吉勒·普德洛夫斯基（Gilles Pudlowski）、弗朗索瓦·西蒙（François Simon）、帕斯卡爾·雷米（Pascal Rémy），都曾經為GaultMillau這本美食指南工作過，直到1980年兩人成為時代雜誌封面人物，坊間和輿論終於開始重視這本美食指南。
1986年昂里·戈和克里斯蒂安·米約分道揚鑣，但是GaultMillau仍舊存續下去，繼續出版美食指南給廣大的美食愛好者。2009年之後GaultMillau遭到多次收購和賣出，GaultMillau也更名為Gault&Millau，科姆·德謝里塞（法語：Côme de Chérisey）擔任團隊經營者，在科姆·德謝里塞重組和重視數位化，除了加強網站的實用程度以外，另外推出Gault&Millau的APP，接下來推出匈牙利、奧地利等美食指南，使得Gault&Millau得到更多的美食市場關注度。
在科姆·德謝里塞的經營下，官方網站針對歐陸各國，推出不同的在地版本，例如：法國、奧地利，由於科姆·德謝里塞的操作十分成功，2019年1月12日Gault&Millau美食指南，由俄羅斯企業家弗拉季斯拉夫·斯克沃爾佐夫（俄语：Vladislav Skvortsov）收購，計畫投資在更多的網路和數位應用。

## 年度主廚
自1980年以來，Gault&Millau美食指南每年都會推薦一位「年度主廚」，這對於用心經營的廚師，將會帶來非常大的商機，因此也藉由這樣的鼓勵方式，希望美食能更為精進。
- 1980年：阿蘭·沙佩爾
- 1981年：喬治·布朗（法語：Georges Blanc）
- 1982年：雅克·馬克西曼（法語：Jacques Maximin）
- 1983年：馬克·默諾（法語：Marc Meneau）
- 1984年：熱拉爾·布瓦耶（法語：Gérard Boyer）
- 1985年：讓·巴爾代（法語：Jean Bardet）
- 1986年：
  - 米歇爾·布拉（法語：Michel Bras）
  - 皮埃爾·加涅爾（法語：Pierre Gagnaire）
  - 貝爾納·盧瓦索（法語：Bernard Loiseau）
- 1987年：阿蘭·沙佩爾（二次獲選）
- 1988年：米歇爾·布拉斯（二次獲選）
- 1989年：
  - 雅克·希布瓦（法語：Jacques Chibois）
- 1990年：
  - 貝爾納·盧瓦索（二次獲選）
  - 馬克·韋拉（法語：Marc Veyrat）
- 1991年：米歇爾·特拉馬（法語：Michel Trama）
- 1992年：
  - 讓·巴代（二次獲選）
  - 熱拉爾·博耶（二次獲選）
- 1993年：
  - 皮埃爾·加涅爾（二次獲選）
  - 讓-米歇爾·洛蘭（法語：Jean-Michel Lorain）
- 1994年：奧利維耶·勒林格（法語：Olivier Roellinger）
- 1995年：羅歇·蘇韋朗（法語：Roger Souveyrens）
- 1996年：帕特里克·昂里魯（法語：Patrick Henriroux）
- 1997年：雅克·希布瓦（法語：Jacques Chibois）
- 1998年：雙胞胎廚師兄弟
  - 雅克·普塞爾（法語：Jacques Pourcel）
  - 洛朗·普塞爾（法語：Laurent Pourcel）
- 1999年：居伊·馬丁（法語：Guy Martin）
- 2000年：布呂諾·奧格（法語：Bruno Oger）
- 2001年：里吉斯·馬孔（法語：Régis Marcon）
- 2002年：尼古拉·勒貝克（法語：Nicolas Le Bec）
- 2003年：米歇爾·特盧瓦格羅（法語：Michel Troisgros）
- 2004年：讓-保羅·阿巴迪（法語：Jean-Paul Abadie）
- 2005年：帕斯卡爾·巴爾博（法語：Pascal Barbot）
- 2006年：蒂埃里·馬克思（法語：Thierry Marx）
- 2007年：讓-弗朗索瓦·皮耶热（法語：Jean-François Piège）
- 2008年：讓-呂克·拉巴內爾（法語：Jean-Luc Rabanel）
- 2009年：毛羅·科拉格雷科（法語：Mauro Colagreco）
- 2010年：威廉·勒德伊（法語：William Ledeuil）
- 2011年：愛德華·盧貝（法語：Édouard Loubet）
- 2012年：米歇爾·波爾托（法語：Michel Portos）
- 2013年：菲利普·拉貝（法語：Philippe Labbé）
- 2014年：阿諾·拉勒芒（法語：Arnaud Lallement）[9]
- 2015年：雅尼克·阿萊諾（法語：Yannick Alléno）
- 2016年：亞歷山大·戈捷（法語：Alexandre Gauthier）
- 2017年：亞歷山大·庫永（法語：Alexandre Couillon）
- 2018年：亞歷山大·馬齊亞（法語：Alexandre Mazzia）
- 2019年：大衛·馬丁（法語：David Martin）
- 2020年：阿諾·東凱勒（法語：Arnaud Donckele）
- 2021年：克里斯托弗·艾（法語：Christophe Hay）
- 2022年：雨果·勒林格（法語：Hugo Roellinger）

## 相關連結
- Gault&Millau主站首頁 （页面存档备份，存于）